# Polikarpov I-153
De Polikarpov I-153 (Russisch: Поликарпов И-153), Tsjaika (Чайка) (1935), was een eenpersoons jachtvliegtuig van de Sovjet-Unie, gebruikt in de Tweede Wereldoorlog en de Spaanse Burgeroorlog.

## Ontwikkeling
Dit dubbeldekkervliegtuig is bekend als de "Tsjaika" (Meeuw), afgeleid van de meeuwvorm van de bovenste vleugel. Hierdoor was de Polikarpov I-15 in het begin niet populair bij de Luchtmacht van de Sovjet-Unie, omdat deze bouw zorgde voor een slechte stabiliteit, slecht zicht voor de piloot en een topsnelheid die veel lager was dan die van de Polikarpov I-16. Als gevolg hiervan werd de productie van de Polikarpov stopgezet in 1935. In 1936 werd een bataljon I-15 vliegtuigen als steun naar de republikeinen gestuurd tijdens de Spaanse Burgeroorlog. Het vliegtuig deed hier uitstekend dienst en de Luchtmacht van de Sovjet-Unie vroeg Polikarpov om een nieuwe versie van het vliegtuig te maken op basis van de ervaring in de oorlog. Terwijl de I-15bis werd gemaakt, was het OKB al aan een nieuw geavanceerde versie gestart met nieuwe SjKAS machinegeweren, Sjvetsov M-62 motor en inklapbaar landingsgestel. Het voorstel voor het nieuwe vliegtuig I-153 (letterlijk derde versie, I-15ter) was klaar in 1937. Het eerste prototype aangedreven door de Sjvetsov M-25 motor was afgerond in augustus 1938. Bij test binnen de fabriek faalde het eerste prototype op veel vlakken, maar deze fouten waren grotendeels opgelost in het tweede prototype. Deze werd in productie gezet, terwijl het testen en ontwikkeling van het vliegtuig nog doorging. In een test vlucht, de I-153 (M-25) haalde een topsnelheid van 424 km/h, dienstplafond van 8700 m en het duurde 6,4 minuten om de 5000 m te halen. Dit was een teleurstellend resultaat voor Polikarpov, maar hij had goede hoop voor de nieuwe Sjvetsov M-62 motor. De eerste I-153 (M-62) was gereed op 16 juni 1939. De topsnelheid verbeterde naar 442 km/h en een dienstplafond van 9800 m. Deze topsnelheid lag nog steeds onder de geplande topsnelheid van 462 km/h. Daarnaast, bij een van de tests waarbij een vliegtuig met 500 km/h naar beneden dook kwam een structureel probleem aan het licht. Gecombineerd met andere defecten en het nog steeds slechte zicht, werd het vliegtuig niet geaccepteerd door de overheid. Terwijl er veel verbeteringsvoorstellen waren, waren die te moeilijk om uit te voeren, omdat het vliegtuig al in productie was. Om het vliegtuig alsnog te verbeteren, testte Polikarpov twee I-153 vliegtuigen met Sjvetsov M-63 motor met 1100 pk (820 kW). De testresultaten waren teleurstellend en het werd duidelijk dat het toestel geen hogere snelheden aankon.
Een van de eigenschappen van de I-153 was de slechte prestatie in een tolvlucht. Terwijl de I-16 gemakkelijk kon herstellen, was de I-153 te moeilijk om te besturen en de tolvlucht werd zelfs voor enige tijd verboden om uit te voeren. Uiteindelijk was er een manier gevonden om te herstellen van een tolvlucht, maar ondanks zijn effectiviteit, vergde het een perfecte timing en uitvoering.
Aan het einde van de productie in 1941 waren er 3437 toestellen gebouwd.
In het begin van 1990 restaureerde Tim Wallis' Alpine Fighter Collection drie I-153's en zes I-16's. Dit project is afgerond in 1999 toen de laatste I-153 arriveerde in Nieuw-Zeeland. Na hun debuut op Warbirds over Wanaka in 1998 (voor de I-16's) en 2000 (voor de I-153's) werden sommige vliegtuigen verkocht aan de VS en Spanje. Sommige toestellen staan nog op Wanaka te wachten op verkoop, maar er blijven in ieder geval van elk model één op Wanaka.

## Geschiedenis
De I-153 werd als eerste ingezet bij de Slag bij Halhin Gol in Mongolië. Het Japanse gevechtsvliegtuig Nakajima Ki-27(type 97) bleek een grote tegenstander te zijn voor de I-15's en I-16's, maar de I-153 was een waardige tegenstander. Terwijl de prestaties van de I-153 bevredigend waren, bleek er nog een probleem te zijn. Er was geen bescherming tussen de piloot en de benzinetank, die voor de cockpit was gemonteerd. Als deze vlam vatte spreidde dit snel naar de cockpit en verwondde zodoende ook de piloot. Daarnaast had de motor ook maar een levensduur van 60 tot 80 uur, doordat het apparaat dat voor extra luchttoevoer zorgde niet goed functioneerde.
De Grote Zuivering in 1934 zorgde voor een groot mankement aan vliegtuigen bij de Luchtmacht van de Sovjet-Unie aan het begin van de Tweede Wereldoorlog. De nieuwe modellen Jak-1 en LaGG-3 waren in productie, maar in juni 1941 bestond het merendeel van de luchtmacht uit verouderde modellen uit 1930, inclusief een grote groep I-153's. Zelfs in 1942 zijn er pogingen gedaan om de I-153 en I-16 weer in productie te nemen om het tekort aan gevechtsvliegtuigen op te vullen.

## Variaties
Bij pogingen om het vliegtuig betere prestaties te laten leveren, lukte het alleen om het vliegtuig beter te bewapenen. De I-153 onderging een test met twee gesynchroniseerde 12,7 mm TKB-150 machinegeweren en er werden ongeveer 150 vliegtuigen gebouwd met één TBK-150 en twee SjKAS in de vleugels. (Er werd maar één TBK-150 gebruikt door het gebrek aan dit wapen, deze werden ook gebruikt bij de I-16). Bij latere producties, ongeveer 400 vliegtuigen werden ontworpen met metalen platen onder de vleugels om de RS-82 ongeleide raketten een behuizing te geven. Andere modificaties:
- I-153DM - Op experimentele basis, de I-153DM gebruikte benzine aangedreven stuwstraalmotoren onder de vleugels. DM-2 motoren verbeterde de topsnelheid met 30 km/h en de DM-4 motoren zelfs met 50 km/h. Er werden 74 testvluchten uitgevoerd.
- I-153GK of I-153V - Een vliegtuig voor grote hoogte, werd niet geproduceerd.
- I-153P - Deze variant had twee gesynchroniseerde 20 mm ShVAK kanonnen. De verbetering in vuurkracht was geen verbetering door de afzet van buskruit op het windscherm van de cockpit.
- I-152Sj en USj - Een vliegtuig dat voornamelijk was gemaakt om gronddoelen aan te vallen. onder de vleugels SjKAS machinegeweren en 2,5 kg bommen.
- I-153TKGK - Ingezet ter verdediging van het luchtruim op grote hoogte. Topsnelheid van 482 km/h op 10.300 m hoogte. In totaal werden er 26 gefabriceerd.
- I-153UD - Deze variant was gemaakt met een houten frame, om staal uit te sparen. Niet in productie genomen.
- I-190 - Experimentele versie, aangedreven door een 1.100 pk (820 kW) M-88V motor.
- 50 I-153's werden uitgerust met grote benzinetanks en zo gemaakt dat er nog extra tanks onder de vleugels konden. Dit verdubbelde hun actieradius en werden gebruikt door de Marineluchtvaartdienst van de Sovjet-Unie.